# Carriço
Carriço ist eine Gemeinde (Freguesia) im portugiesischen Kreis Pombal. In ihr leben 3330 Einwohner (Stand 19. April 2021).